# Atlético Veragüense
Sociedad Deportiva Atlético Veragüense – nieistniejący już panamski klub piłkarski z siedzibą w mieście Santiago de Veraguas, stolicy prowincji Veraguas. Funkcjonował w latach 1996–2019. Domowe mecze rozgrywał na obiekcie Estadio Aristocles „Toco” Castillo.

## Osiągnięcia

### Krajowe
- Liga Panameña

| zwycięstwo (0):     | –        |
| drugie miejsce (1): | 2005 (C) |

## Historia
Klub został założony w 1996 roku pod nazwą La Primavera FC. W 1997 roku wygrał rozgrywki trzeciej ligi panamskiej. Na przełomie lat 90. i lat 2000. zespół występował w drugiej lidze. W 2001 roku zmienił nazwę na Atlético Veragüense i w tym samym sezonie wywalczył historyczny awans do ANAPROF, pokonując w finale drugiej ligi drużynę Bocas del Toro (4:3). W jesiennym sezonie Clausura 2005 zespół wywalczył największy sukces w swojej historii – wicemistrzostwo Panamy, przegrywając w finale rozgrywek z San Francisco (0:2). Pierwszy pobyt klubu w najwyższej klasie rozgrywkowej miał miejsce w latach 2002–2011, zakończony spadkiem do drugiej ligi w 2011 roku. Lata 2011–2016 klub spędził w drugiej lidze panamskiej.
W czerwcu 2016 roku Atlético Veragüense powrócił do pierwszej ligi, pozyskując licencję klubu Chepo FC. Tym razem występował w niej w latach 2016–2018, po czym spadł z powrotem do drugiej ligi. Na zapleczu najwyższej klasy rozgrywkowej klub spędził jeszcze pół roku, zmagając się z problemami finansowymi, po czym został rozwiązany.